# Монетный двор

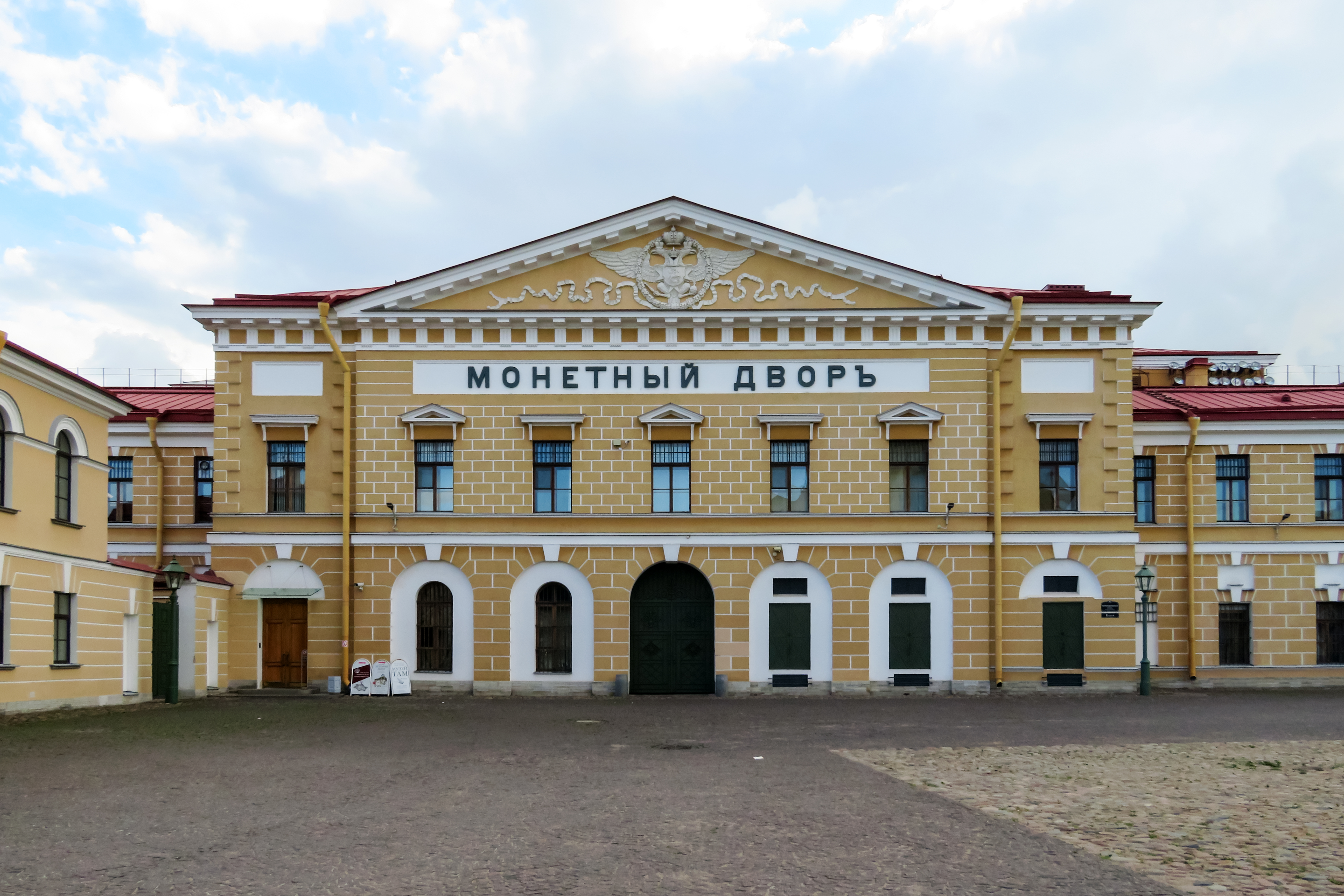
Санкт-Петербургский монетный двор

Моне́тный двор — производственное предприятие, занимающееся изготовлением монет по заказу. Монетные дворы бывают как частные, так и государственные. На некоторых современных монетных дворах изготавливаются также медали, ордена, знаки и значки.
В Афинах первый монетный двор появился в 575 году до н. э., в Коринфе — в 570 году до н. э. Первый монетный двор был учреждён в Древнем Риме при храме Юноны Монеты (отсюда термин «монета») в 273 году до н. э.

## Монетные дворы России
На территории России первые монетные дворы появились в греческих черноморских городах Горгиппия и Фанагория, также одни из старейших дворов действовали в Дербенте и Тмутаракани.
Первый русский монетный двор был основан в 1534 году в Москве (Иоанн IV).
В 1724 году Пётр I (1672—1725) основал монетный двор в Санкт-Петербурге, который с 1876 года стал единственным в стране. Он до настоящего времени находится на территории Петропавловской крепости (буквенные монетные знаки — СПБ, СПМ, СП, СМ). На этом монетном дворе в 1921 году началась чеканка советских монет.
Екатеринбургский монетный двор был создан в 1727 году. Перед этим на казённых горных заводах Екатеринбурга была предпринята попытка отчеканить медные «платы». На базе этих заводов и создали монетный двор. Создавался он как временный, но при императрице Елизавете Петровне в 1755 году был признан постоянно действующим. До 1735 года монетный двор Екатеринбурга занимался заготовкой медных кружков для монет, а чеканились они в Москве. Но затем и на нём началась чеканка монет. В 1762 году и в 1796 году на Екатеринбургском дворе производилась массовая перечеканка медной монеты. Проработал монетный двор в Екатеринбурге до 1876 года.
Сузунский монетный двор на Сузунском медеплавильном заводе работал с 1766 по 1847 год. Сузунский монетный двор предназначался для чеканки сибирской медной монеты, но с 1781 года получил право чеканить общегосударственные монеты всех достоинств. До 1830 года чеканку производил штемпелями с обозначением КМ (что означало «Колыванская медь» или «колыванская монета», от названия Колыванского медеплавильного завода, существовавшего в 1729—1799 годах), а с 1831 года — со штемпелями СМ (Сузунская монета).
Московский монетный двор (воссоздан в 1942 году), изготовляет ордена, медали, знаки отличия и другие изделия из драгоценных металлов. Оба современных монетных двора (Санкт-Петербургский и Московский) чеканят монеты, в том числе памятные и юбилейные.

## Современные монетные дворы мира
| Монетный двор                                                  | Страна, город                      | Сайт                      | Год основания | Краткая история двора |
| -------------------------------------------------------------- | ---------------------------------- | ------------------------- | ------------- | --- |
| Королевский австралийский монетный двор                        | Австралия, Канберра                | ramint.gov.au             | 1965          | Монетный двор открыт 22 февраля 1965 года, начал чеканку монет в 1966 году. |
| Монетный двор в Перте                                          | Австралия, Перт                    | perthmint.com.au          | 1899          | В 1899 году в Перте открыт филиал Королевского монетного двора Великобритании. Двор чеканил монеты из золота, добывавшегося на месторождениях Кулгарди и Калгурли. С 1931 года двор изготовлял золотые слитки. В 1940—1964 и 1966—1973 годах в Перте чеканились разменные монеты. 1 июля 1970 года двор из британской собственности передан в собственность правительства штата Западная Австралия. В 1987 году актом парламента штата создана Золотая корпорация, двор в Перте стал её подразделением. В Перте чеканятся австралийские золотые, серебряные и платиновые монеты. В 2003 году открыто новое здание монетного двора. |
| Австрийский монетный двор                                      | Австрия, Вена                      | muenzeoesterreich.at      | 1194          | Монетный двор в Вене основан в 1194 году. После распада Австро-Венгрии двор остался единственным двором Австрии. В 1989 году название двора изменено на Австрийский монетный двор. |
| Монетный двор Аргентины                                        | Аргентина, Буэнос-Айрес            | camoar.gov.ar             | 1881          | |
| Королевский монетный двор Бельгии                              | Бельгия, Брюссель                  | europemint.eu             |               | В 1969 году Брюссельский монетный двор переименован в Королевский монетный двор Бельгии. С 2018 года бельгийские монеты чеканятся на других монетных дворах, которые выбираются путём проведения тендеров. Сам монетный двор, как организация, сохраняется, в его составе остаётся пробирная палата, лаборатории и другие подразделения, а всё предназначенное для чеканки монет оборудование продаётся. |
| Монетный двор Болгарии                                         | Болгария, София                    | mint.bg                   | 1952          | Двор открыт 28 июля 1952 года. В том же году начата чеканка разменных монет. С 1965 года двор чеканит и памятные монеты. |
| Монетный двор Бразилии                                         | Бразилия, Рио-де-Жанейро           | casadamoeda.gov.br        | 1694          | Двор основан в 1694 году в Баие, затем переведён в Рио-де-Жанейро, потом в Пернамбуко и опять в Рио-де-Жанейро. |
| Королевский монетный двор                                      | Великобритания, Ллантрисант        | royalmint.com             | 886           | Чеканка монет в Лондоне начата римлянами. В 388 году чеканка римских монет прекращена. В 650 году в Лондоне начата чеканка англосаксонских монет по образцу монет Меровингов. В Великобритании в разное время действовало почти до сотни монетных дворов. История современного монетного двора исчисляется с 886 года. Более 500 лет двор располагался в замке Тауэр, затем был переведён в переоборудованное для него здание аббатства Св. Марии. В 1968 году двор переведён в Ллантрисант (южный Уэльс). В 2009 году двор преобразован в компанию Royal Mint Ltd., капитал которой принадлежит Королевскому казначейству. |
| Венгерский монетный двор                                       | Венгрия, Будапешт                  | penzvero.hu               | 1925          | После Первой мировой войны часть оборудования монетного двора в Кремнице было перевезено в Будапешт, где в 1925 году был открыт Венгерский королевский монетный двор. В 1946 году двор переименован в Венгерский монетный двор. В 1992 году двор реорганизован в компанию с ограниченной ответственностью. С 1998 года единственным владельцем предприятия является Венгерский национальный банк. |
| Государственный монетный двор Берлина                          | Германия, Берлин                   | muenze-berlin.de          | 1280          | Двор впервые упоминается 4 апреля 1280 года. В 1871 году двор получает название Прусский государственный монетный двор. В 1947 году двор переименован в Монетный двор Берлина, а затем — в Народное предприятие монетный двор ГДР. В 1990 году двор переименован в Государственный монетный двор Берлина. С 2005 года двор находится в городском районе Рейникендорф. Обозначение двора — A. |
| Гамбургский монетный двор                                      | Германия, Гамбург                  | muenzehamburg.de          | 834           | Гамбургский монетный двор — старейший из ныне существующих дворов Германии. Чеканка монет в Гамбурге начата в 834 году. В 1842 году при пожаре здание монетного двора было разрушено. В 1873 году было принято решение о восстановлении двора, в том же году установлено обозначение двора — J. В 1875 году было построено новое здание двора. В 1943 году монетный двор был разрушен во время авианалётов, восстановлен в 1948 году. В 1982 году двор переведён в новое здание. |
| Баварский центральный монетный двор                            | Германия, Мюнхен                   | hauptmuenzamt.bayern      | 1158          | Двор основал герцог Генрих Лев в 1158 году. В 1295 году двор был уничтожен во время восстания, затем восстановлен. С 1871 года обозначение монетного двора — D. Во время II мировой войны здание двора было частично разрушено, восстановлено в 1950—1962 годах. В 1986 году двор переведён в новое здание. В 2006 году двор перешёл в собственность Баварии. |
| Государственный монетный двор Баден-Вюртемберга                | Германия, Штутгарт, Карлсруэ       | staatlichemuenzenbw.de    | 1374          | Монетный двор в Штутгарте основан в 1374 году графом Эберхардом с разрешения императора Карла IV. В течение следующих столетий двор был основным монетным двором Вюртемберга. В 1944 году здание монетного двора в Штутгарте было сильно повреждено, после войны здание было восстановлено. В 1967 году монетный двор переведён в новое здание. Обозначение двора в Штутгарте — F. В 1732 году основан монетный двор в Карлсруэ (Баден). Современное здание монетного двора было построено в 1827 году. Обозначение двора в Карлсруэ — G. В настоящее время два двора являются подразделениями одного предприятия — Государственный монетный двор Баден-Вюртемберга. |
| Королевский датский монетный двор                              | Дания, Копенгаген                  | kgl-moent.dk              | 1739          | В 1739 году монетный двор в Копенгагене, работавший ранее как арендное предприятие, преобразован в Королевский датский монетный двор. В 1849 году двор подчинён Министерству финансов. С 1864 года двор — единственный монетный двор Дании. С 1975 года двор принадлежит Национальному банку Дании. В 2016 году двор прекратил производство монет и банкнот в связи с нерентабельностью производства. С 2017 года производители монет и банкнот выбираются на основе тендера. |
| Индийский государственный монетный двор в Мумбаи               | Индия, Мумбаи                      | mumbaimint.in             | 1829          | Первый монетный двор в Бомбее начал чеканку в 1672 году. В 1824—1830 годах построено здание нового монетного двора (сейчас это здание принадлежит Резервному банку Индии). В настоящее время двор является подразделением компании Security Printing & Minting Corporation of India Ltd. |
| Национальная фабрика монет и марок — Королевский монетный двор | Испания, Мадрид                    | fnmt.es                   | 1893          | С 1869 года Королевский монетный двор в Мадриде — единственный монетный двор Испании. 29 августа 1893 года путём объединения Королевского монетного двора и Фабрики марок создана Национальная фабрика монет и марок — Королевский монетный двор. До объединения с 1861 года два предприятия находились в одном здании, но имели разное управление. С 1940 года двор печатает испанские банкноты. В 1964 году двор переведён в новое здание. |
| Государственный полиграфический и монетный институт            | Италия, Рим                        | ipzs.it                   | 1928          | Изготовление монет в Риме начато в IV в. до н. э. В 1870 году, после присоединения Рима к Королевству Италия, римский Папский монетный двор преобразован в Королевский монетный двор. В 1928 году создан Государственный полиграфический и монетный институт. |
| Казахстанский монетный двор                                    | Казахстан, Усть-Каменогорск        | kazmint.kz                | 1992          | В январе 1992 года произведена чеканка пробных монет, начаты работы по организации монетного производства на ПО «УМЗ». В ноябре 1992 года выпущена первая промышленная партия монет. В 1995 году монетный двор выделен в самостоятельное предприятие — Завод изделий из цветных металлов. В 1998 году предприятие реогранизовано в Республиканское государственное предприятие «Казахстанский монетный двор». |
| Королевский канадский монетный двор                            | Канада, Оттава                     | mint.ca                   | 1908          | Двор открыт 2 января 1908 года. |
| Центральный монетный двор Китая                                | Китайская Республика, уезд Таоюань | cmc.gov.tw                | 1920          | В 1920 году основан Шанхайский монетный двор. В 1928 году двор переименован в Центральный монетный двор Китая. В 1949 году двор эвакуирован на Тайвань. |
| Литовский монетный двор                                        | Литва, Вильнюс                     | lithuanian-mint.lt        | 1990          | Чеканка монет Великого княжества Литовского начата в XIV в. В 1666 году литовские монетные дворы прекратили чеканку. В 1925—1938 годах в Каунасе чеканились монеты первой Литовской республики. 10 декабря 1990 года основан Литовский монетный двор, начавший чеканку монет в 1992 году. |
| Монетный двор Мехико                                           | Мексика, Мехико                    | gob.mx/cmm                | 1535          | Старейший монетный двор Америки, начал чеканку в 1536 году. В 1732 году установлен первый в Америке механический пресс, позволивший чеканить совершенно круглые монеты с рисунком на гурте. Кроме Мехико, в разное время работали монетные дворы в Аламосе, Гвадалахаре, Гуадалупе-и-Кальво, Гуанахуато, Дуранго, Кульякане, Оахаке, Реаль-де-Каторсе, Сакатекасе, Сан-Луис-Потоси, Чиуауа, Эрмосильо, Тлальпане и др. |
| Королевский нидерландский монетный двор                        | Нидерланды, Утрехт                 | knm.nl                    | 1567          | Первые голландские монеты отчеканены в Утрехте, епископу которого императором Оттоном I в 937 году было дано право чеканки монет. Чеканка епископских монет была прекращена в 1528 году. Новый монетный двор открыт в Утрехте в 1567 году герцогом Утрехтским, которому была передана монетная привилегия, до 1806 года он работал как провинциальный монетный двор. В 1806 году провинциальные монетные дворы были закрыты, остался единственный общенациональный монетный двор в Амстердаме. Спустя некоторое время Утрехтский двор возобновил работу под названием Королевский монетный двор. В 1814 году монетный двор переименован в Национальный монетный двор. В 1902 году двор передан в ведение Министерства финансов, в 1911 году — переведён в новое здание, которое занимает в настоящее время, в 1912 году — реорганизован в государственное предприятие. В 1999 году монетный двор переименован в Королевский нидерландский монетный двор. Обозначение двора — кадуцей. |
| Новозеландский монетный двор                                   | Новая Зеландия, Окленд             | newzealandmint.com        | 1967          | Двор чеканит памятные монеты, преимущественно — из драгоценных металлов. Двор — один из первых, начавших чеканку монет из золота 999,9 пробы. |
| Норвежский монетный двор                                       | Норвегия, Конгсберг                | myntverket.no             | 1686          | В 1686 основан Королевский монетный двор, чеканивший монеты из серебра, добываемого в руднике Конгсберга. Связь двора с рудником продолжалась до исчерпания в нём запасов серебра в 1957 году. В 1962 году двор подчинён Норвежскому банку. 1 января 2001 года монетный двор преобразован в компанию с ограниченной ответственностью, единственным владельцем которой был Норвежский банк. С 30 июня 2003 года 50 % акций принадлежит Монетному двору Финляндии. 1 июля 2004 года название компании изменено на «Норвежский монетный двор». Обозначение двора — скрещёные молотки. |
| Польский монетный двор                                         | Польша, Варшава                    | mennica.com.pl            | 1766          | 10 февраля 1766 основан Варшавский монетный двор. В 1796 году, после третьего раздела Польши, двор был закрыт. Вновь открыт в 1810 году, в 1868 году закрыт. Возобновил работу 14 апреля 1924 года. В 1944 году здание двора взорвано, двор прекратил работу. В 1950 году двор восстановлен, в 1953 году начата чеканка монет. В 1994 году двор преобразован в акционерную компанию Государственный монетный двор, единственный акционер — казначейство Польши. В 2008 году двор переименован в Польский монетный двор. |
| Национальная типография — Монетный двор                        | Португалия, Лиссабон               | incm.pt                   | 1972          | Предприятие создано в 1972 году путём объединения Национальной типографии и Монетного двора. |
| Государственный монетный двор                                  | Румыния, Бухарест                  | monetariastatului.ro      | 1935          | 24 февраля 1870 года основан монетный двор в Бухаресте. С 1890 года двор практически не чеканил монеты, а в 1912 году здание двора было снесено. 20 декабря 1935 года открыто здание нового монетного двора. В 1936 году двор начал чеканку монет. |
| Монетный двор Сингапура                                        | Сингапур                           | singaporemint.com.sg      | 1968          | Двор основан в 1968 году. |
| Монетный двор Кремницы                                         | Словакия, Кремница                 | mint.sk                   | 1328          | Монетный двор в Кремнице был одним из важнейших дворов Венгрии, а с конца XIX в. — единственным двором Венгерского королевства. После Первой мировой войны оборудование двора было вывезено в Будапешт, правительству Чехословакии пришлось восстанавливать двор «с нуля». |
| Монетный двор США                                              | США, Вашингтон                     | usmint.gov                | 1792          | Монетный двор США (ведомство) был основан 2 апреля 1792 года. Он руководит монетными дворами в Филадельфии и Денвере, пробирной палатой в Сан-Франциско, золотохранилищем в Форт Ноксе и хранилищем серебра в Вест-Пойнте. |
| Королевский монетный двор Таиланда                             | Таиланд, Бангкок                   | royalthaimint.net         | 1860          | Монетный двор основан в 1860 году, начал чеканку серебряных монет в 1861 году, медных — в 1862, золотых — в 1863. |
| Турецкий государственный монетный двор                         | Турция, Стамбул                    | darphane.gov.tr           | 1476          | В 1476 году в Стамбуле султаном Мехмедом II основан первый государственный монетный двор. Позже турецкие монетные дворы были открыты в Алжире, Багдаде, Бурсе, Ване, Дамаске, Египте, Константине (Алжир), Косово, Манастыре, Мекке, Салониках, Тифлисе, Тунисе, Халебе (Алеппо), Эдирне, Эрзеруме и др. — всего около 40. Основным двором был монетный двор в Стамбуле. К 1843 году большинство других дворов были закрыты. |
| Ташкентский монетный двор                                      | Узбекистан, Ташкент                | davlatbelgisi.uz/ru/mint/ | 1995          | Государственное Производственное Объединение «Давлат Белгиси» при Центральном банке Республики Узбекистан единственный в Узбекистане производитель банкнотных и других видов защищенных бумаг, банкнот, паспортов, монет и других документов государственной важности. |
| Банкнотно-монетный двор Национального банка Украины            | Украина, Киев                      |                           | 1994          | Банкнотно-монетный двор начал работу в марте 1994 года, а в апреле 1998 года был открыт Монетный двор, который является составной частью комплекса Банкнотно-монетного двора НБУ. Монетный двор обеспечивает потребности государства в памятных и юбилейных монетах из дорогостоящих и цветных металлов, монетах массового оборота, государственных наградах и знаках, выполняет заказы отечественных организаций на изготовление ведомственных наград и памятных медалей, а также заказы зарубежных стран на чеканку монет как из дорогостоящих металлов, так и массового оборота. |
| Монетный двор Финляндии                                        | Финляндия, Вантаа                  | suomenrahapaja.fi         | 1860          | Двор в Хельсинки основан 19 апреля 1860 года. Чеканка монет начата в 1864 году. В 1984 году двор переведён в город Вантаа. |
| Парижский монетный двор                                        | Франция, Париж, Пессак             | monnaiedeparis.fr         | 864           | Двор основан королевским эдиктом от 25 июня 864 года. В 1973 году производство монет перенесено в город Пессак (департамент Жиронда), в историческом здании на набережной Конти в Париже находятся: производство медалей и монет из драгоценных металлов, музей и магазин. |
| Хорватский монетный двор                                       | Хорватия, Загреб                   | hnz.hr                    | 1993          | Двор основан 23 апреля 1993 года, начал работу 14 января 1994 года. |
| Чешский монетный двор                                          | Чехия, Яблонец-над-Нисой           | mint.cz                   | 1993          | Чешский монетный двор основан 1 июля 1993 года как подразделение компании Bižuterie a.s.. |
| Монетный двор Чили                                             | Чили, Сантьяго                     | www.cmoneda.cl            | 1743          | Двор начал чеканку монет в 1749 году. В 1783—1953 годах располагался во дворце Ла-Монеда, ныне — официальной резиденции президента Чили. |
| Монетный двор Швейцарии                                        | Швейцария, Берн                    | swissmint.ch              | 1853          | Конституция Швейцарии, принятая в 1848 году, передала право чеканки монет в исключительное ведение федерации. В 1853 году правительство Швейцарии решило создать федеральный монетный двор на базе монетного двора кантона Берн. Все остальные дворы были закрыты. |
| Южно-Африканский монетный двор                                 | ЮАР, Претория                      | samint.co.za              | 1919          | В 1892 в Претории был открыт монетный двор Южно-Африканской Республики (бурской). В 1900 году двор был закрыт. В 1919 году основан филиал Королевского монетного двора в Претории. Двор начал чеканку монет в 1923 году. В 1941 году двор передан правительству Южной Африки и переименован в Южно-Африканский монетный двор. В 1988 году двор реорганизован в South African Mint Company (Pty) Ltd, 100 % капитала компании принадлежит Южно-Африканскому резервному банку. |
| Монетный двор Японии                                           | Япония, Осака                      | mint.go.jp                | 1871          | В 1879 году открыт филиал двора в Токио, закрытый в 1907 году и вновь открытый в 1927 году. В 1942 году начато строительство филиала двора в Хиросиме. В 1945 году филиал в Хиросиме уничтожен при бомбардировке, в 1946 году начато его восстановление, в сентябре 1948 года двор начал чеканку монет. |